# Bereitschaft (DRK)

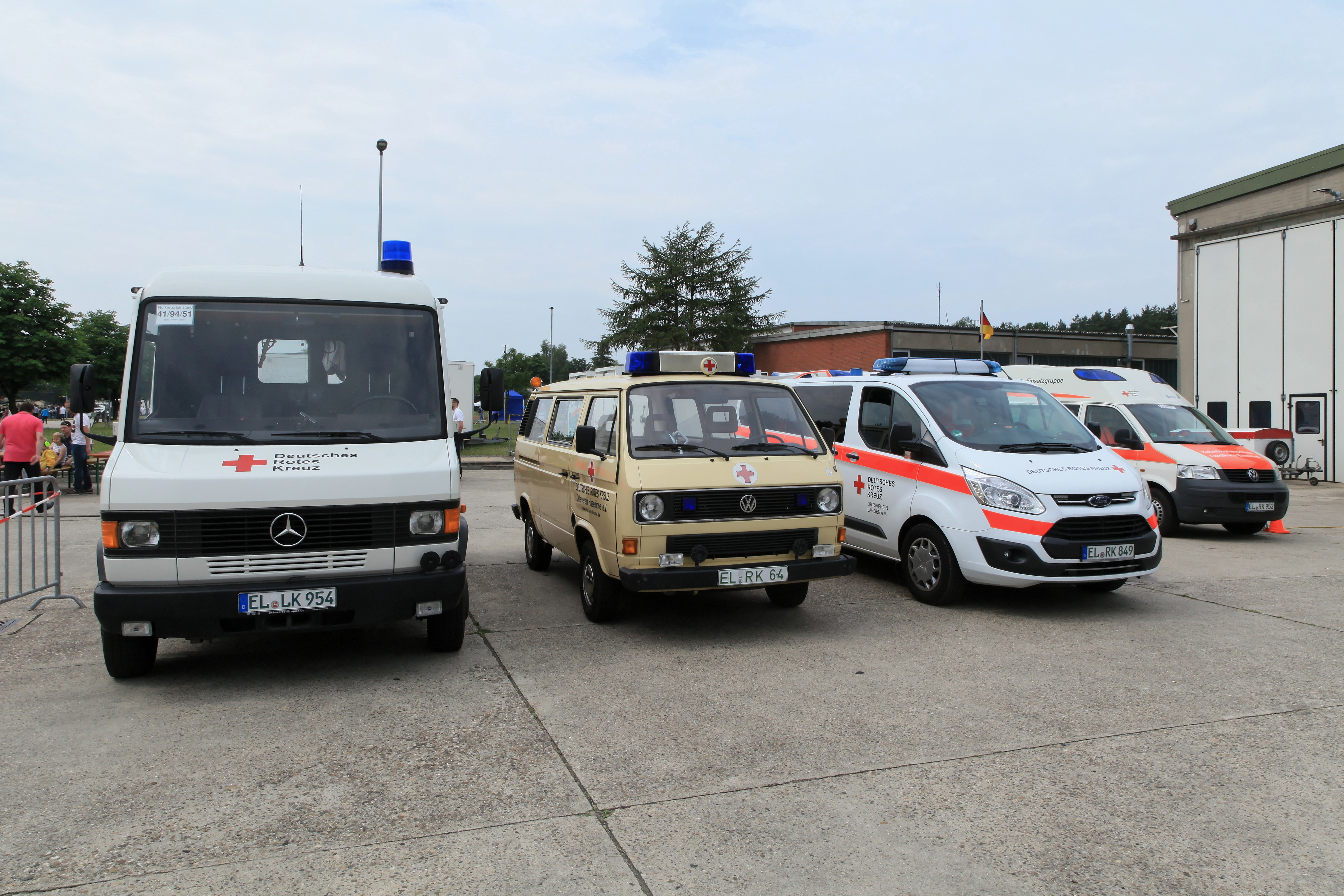
Fahrzeuge der Bereitschaft beim Tag der Bundeswehr 2018 in Meppen

Die Bereitschaften sind mit rund 160.000 aktiven Mitgliedern die größte Gemeinschaft des Deutschen Roten Kreuzes und bilden ein Herzstück seiner Einsatzkräfte.
Sie werden auf örtlicher Ebene von der Bereitschaftsleitung, auf Kreisebene von der Kreisbereitschaftsleitung und auf Landesebene von der Landesbereitschaftsleitung geleitet.
Die Bereitschaften bilden jedoch auch das Rückgrat der freiwilligen sozialen Dienste des Deutschen Roten Kreuzes.
Sie stellen einen großen Teil des ehrenamtlichen Rettungsdienstes und des Katastrophenschutzes. Zur Erfüllung der ihnen übertragenen Aufgaben werden die Helfer in den Bereitschaften in verschiedenen Fachdiensten aus- und weitergebildet.

## Grundlagen
Das Bereitschaftswesen im DRK wird in einer eigenen „Ordnung der Bereitschaften“ definiert und geregelt. Diese ist je nach Landesverband geringfügig anders gestaltet. Bereitschaften werden meist örtlich von den Ortsvereinen oder Kreisverbänden eingerichtet. Solche örtlichen Bereitschaften des DRK sind nicht zu verwechseln mit der taktischen Einheit Bereitschaft. Der DRK-Landesverband Niedersachsen unterhält für besondere Aufgaben als „Unterstützungseinheit“ eine eigene ehrenamtliche Rotkreuzgemeinschaft, die Fachdienstbereitschaft (FDB). Diese ist direkt der Landesbereitschaftsleitung unterstellt und unterstützt den Landesverband und untergeordnete Gliederungen im Bereich Kommunikation und Technik.

## Aufgaben der DRK-Bereitschaften

### Sanitätsdienst
Die Aufgaben des Sanitätsdienst (SanDi oder SanD) ist die Versorgung von Verletzten und Erkrankten bei einem Massenanfall von Verletzten bzw. Großschadenslagen oder Katastrophen. Dies umfasst vor allem die Schaffung von erforderlicher Infrastruktur durch den Aufbau von Behandlungsplätzen und Einrichtung von Rettungsmittelhalteplätzen. Abseits von Großschadens- und Katastrophenlagen kommt der Sanitätsdienst als Sanitätswachdienst bei Großveranstaltungen zum Einsatz, um zur schnellen Versorgung und Entlastung der Rettungsdienste im Rahmen der Veranstaltung auftretende Verletzungen u. ä. zu versorgen.
Dem Sanitätsdienst sind im DRK auch die DRK Rettungshundestaffeln zugehörig.

### Betreuungsdienst
Die Aufgaben des Betreuungsdienstes (BtD) bestehen in der Versorgung und der Unterbringung von Betroffenen sowie der psychosozialen Unterstützung von Betroffenen und Einsatzkräften (BNN=Basisnotfallnachsorge, KID=Kriseninterventionsdienst, KIT=Kriseninterventionsteam, NFS=Notfallseelsorger, PSNV=Psychosoziale Notfallversorgung bzw. NND=Notfallnachsorgedienst). Die Küchenteileinheit bzw. der Verpflegungstrupp benutzt entweder einen eigenen Feldkochherd („Gulaschkanone“) oder nutzt ortsfeste Großküchen (in Betrieben, Schulen, Kindergärten etc.). Sowohl Betroffene als auch Einsatzkräfte werden mit Verpflegung und Getränken versorgt. Die Unterkunftsteileinheit prüft vorhandene Räumlichkeiten auf ihre Eignung als Unterkunft und richtet sie entsprechend her oder errichtet provisorische Unterkünfte (Zelte, Feldhäuser). Zu den wichtigsten Aufgaben gehört das Registrieren von Betroffenen und die Zusammenführung von Familienangehörigen. Letztere Aufgabe fällt jedoch bei großen Schadenslagen den Einsatzkräften des Amtlichen Auskunftsbüros zu.

### Technik und Sicherheit (TuS/TeSi)
Der Fachdienst Technik und Sicherheit ist für die Logistik und die technische Betreuung des Einsatzzuges zuständig.
Bei besonderen Schadenslagen, speziell bei chemischen oder radioaktiven Gefahren, gibt es zusätzlich ABC-Einheiten bzw. können Trupps aus den Gefahrschutzhelfern der Teileinheiten gebildet werden. Unter anderem gibt es in Berlin und Herrenberg ABC-Einheiten für die Dekontamination von Personen (Dekon P) und Geräten (Dekon G). Der Fachdienst TuS ist ebenfalls für die Einhaltung der Sicherheitsvorschriften im Einsatz zuständig. Er berät die Führungskräfte in Sachen Unfallverhütung und Arbeitssicherheit, überprüft regelmäßig technische Geräte und Material und führt entsprechende Nachweise darüber.

### Information und Kommunikation (IuK)
Da es bei Großschadenslagen immer wieder zu einem erhöhten Bedarf an Kommunikationswegen kommt, verfügt das Deutsche Rote Kreuz in einigen Kreisverbänden über einen Fachdienst Information und Kommunikation, der bisweilen auch unter der (alten) Bezeichnung Fernmeldedienst geführt wird. Die Mitglieder dieser Einheiten stehen den Einsatzleitern vor Ort als Sprechfunker und Dokumentationskräfte zur Verfügung, stellen aber auch zum Beispiel durch die Verlegung von Feldkabelleitungen bestehende Kommunikationswege sicher oder bauen sie dem Bedarf der Einsatzkräfte vor Ort entsprechend aus. Vielfach verfügen diese Einheiten über Einsatzleitwagen verschiedener Größe, Fernsprechbauwagen sowie andere Gerätewagen und Anhänger.

### Soziale Dienste
Häufig arbeiten die Bereitschaften in ihren Stadtteilen und Heimatgemeinden auch im Bereich der sozialen Arbeit mit, in Form von z. B. Seniorenbetreuung und -nachmittagen, aber auch bei der Betreuung von Spendern im Rahmen des Blutspendedienstes. Diese Tätigkeitsfelder werden nach dem Verständnis der eigenen Aufbauorganisation zwar nicht der Rotkreuzgemeinschaft „Bereitschaften“ zugeordnet, sondern dem Tätigkeitsfeld „Soziale Arbeit“, dennoch sind die Grenzen oft fließend, weil die Menschen, die diese Aufgaben mit Leben füllen, vielfach dieselben sind.

### Rotkreuzarbeit
Abseits der Zuständigkeiten im Bevölkerungsschutz werden die Mitglieder der Bereitschaften häufig auch bei Sanitätswachdiensten auf Veranstaltungen oder im Helfer-vor-Ort-System eingesetzt.

## Ausbildung / Qualifizierung

### Fachliche Ausbildung
Um eine möglichst einheitliche Ausbildung aller Helfer in den Bereitschaften zu gewährleisten, existiert ein Ausbildungskalender. Dieser sieht für jeden Helfer eine Grundausbildung vor, bestehend aus
- Erste-Hilfe-Ausbildung
- Rotkreuz-Einführungs-Seminar
- Helfergrundausbildung in fünf Modulen:[2]
  - Erweiterte Erste Hilfe / Sanitätsdienst (ergänzt den mittlerweile weggefallenen zweiten Tag des „großen“ Erste-Hilfe-Kurses)
  - Einsatzdienst (HGA-E)
  - Betreuungsdienst (HGA-B)
  - Technik und Sicherheit (HGA-TuS)
  - Funk (BOS-Sprechfunkunterweisung)

Teilweise – etwa im Zuständigkeitsbereich des Landesverbands Nordrhein – wird anstelle des Begriffs „Helfergrundausbildung“ (HGA) mittlerweile der Term „Einsatzkräfteausbildung“ (EKA) verwendet. Inwieweit der Sprechfunkerlehrgang zum Kanon der Einsatzkräfteausbildung gehört, wird in den Verbänden unterschiedlich gehandhabt.
Nach erfolgreichem Durchlaufen dieser Grundausbildung erfolgt regelmäßig die weitere Ausbildung zum Spezialisten in einem der zwei Kernarbeitsbereiche Sanitätsdienst und Betreuungsdienst:
- Rotkreuz-Aufbau-Seminar sowie je nach persönlichem Wunsch des Helfers bzw. nach Personalbedarf der jeweiligen Bereitschaft weitere Fachdienstausbildungen
- Ausbildung zum Fachdiensthelfer Sanitätsdienst
- Ausbildung zum Fachdiensthelfer Betreuung
- Ausbildung zum Fachdiensthelfer Technik und Sicherheit
- Ausbildung zum Fachdiensthelfer Verpflegung
- Ausbildung zum Fachdiensthelfer Information und Kommunikation

Weitere Spezialisierungen sind z. B. Funk/IuK und Strom-/Gas-/Wasserversorgung.
Seit 2010 (NRW) gibt es die Sanitätsausbildung San-A, -B, -C nicht mehr, sondern es wird nur noch der Sanitäter ausgebildet. Diese Ausbildung beinhaltet die Inhalte aus den Ausbildungen San-A, -B, -C.
Ziel dieser fachlichen Qualifikationen ist es, jeden Helfer für ein Fachgebiet als „Profi“ und für die anderen Fachgebiete als „Helfer eines Profis“ auszubilden und so eine möglichst hohe Einsatzfähigkeit und Flexibilität zu erzielen (Multifunktionalität). Gern gesehen sind auch Aus- und Weiterbildungen in Rettungsdienstlichen Qualifikationen wie Rettungshelfer oder Rettungssanitäter.

### Führungs-/Leitungsdienst-Ausbildung
Ebenso, wie die Einsatzkräfte der DRK-Bereitschaften auf fachlicher Ebene qualifiziert werden müssen, gilt dies auch für den Bereich der Führungsdienste. Hier gibt die Führungshierarchie auch den Qualifikationsweg vor:
- Truppführer
- Gruppenführer
- Zugführer
- Verbandsführer
- Führungskräfte in Führungsgruppen
- örtlicher Einsatzleiter

Das DRK unterscheidet von den Führungskräften, die die Aufgabe haben, Einsatzformationen zu führen, die Leitungskräfte, welche Gruppen außerhalb von Einsätzen leiten. Der Unterschied zielt auf die Wahrung demokratischer Strukturen außerhalb von Einsätzen (Leitung) gegenüber dem Erfordernis straffer Hierarchien im Einsatzfall (Führung).
In der Schiene der Leitungskräfte existieren die Ebenen
- Gruppenleiter (auf Ortsebene, nicht überall)
- Bereitschaftsleiter (auf Ortsebene)
- Kreisbereitschaftsleiter(-in und -arzt) (Ebene des Kreisverbandes)
- Regionalbereitschaftsleiter (regionale Ebene, mehrere Kreisverbände, nicht überall)
- Bezirksbereitschaftsleiter (-in und -arzt) (Ebene des Bezirksverbandes, nur in Rheinland-Pfalz, Hessen, Nordrhein und Bayern)
- Landesbereitschaftsleiter (-in und -arzt) (Ebene des Landesverbandes)
- Bundesbereitschaftsleiter (-in und -arzt) (Bundesebene)

Die Leiter der Bereitschaften werden in einigen Landesverbänden des DRK, so z. B. in Westfalen-Lippe, als „Rotkreuzleiter“ bezeichnet. Die Leiter von Bereitschaften in den verschiedenen Gliederungsebenen sind in der Regel auch die Vertreter ihrer Bereitschaften im zuständigen Vorstand (geborene Vorstandsmitglieder).